# Carlos del Cerro Grande
Carlos del Cerro Grande (Alcalá de Henares, 13 de març de 1976) és un policia en excedència i àrbitre de futbol espanyol, que arbitra partits de la Primera divisió i Copa. Pertany al Comitè d'Àrbitres de la Comunitat de Madrid.
Va dirigir el partit d'anada de la promoció d'ascens a Primera Divisió de 2011 entre el Reial Club Celta de Vigo i el Granada Club de Futbol (1-0). Aconseguí l'ascens a primera divisió conjuntament amb el col·legiat andalús Pedro Jesús Pérez Montero. Va debutar a la Primera Divisió d'Espanya l'11 de setembre de 2011 en el partit Real Betis Balompié contra el Reial Mallorca (1-0). Des de gener de 2013 és àrbitre internacional.

## Premis
- Xiulet d'or de Segona Divisió (1): 2010.